# Elise Polko
Elise Polko (született Vogel, 1823. január 31. – 1899. május 15.) német írónő, énekesnő.

## Élete
Eduard Vogel Afrika-kutató testvére volt. Kiváló oktatást kapott, zenei tehetségét korán felfedezték, 17 évesen már színpadon énekelt, fellépett Lipcsében, Drezdában, Halléban és Berlinben. 1849-ben feleségül ment egy Polko vezetéknevű mérnökhöz, aki a vasúttársaságnál dolgozott, így abbahagyta az éneklést és az irodalomra koncentrált. Musikalische Märchen című műve pozitív kritikákat kapott. Nem sokkal azután, hogy halálos beteg fiát elvesztette, férje is meghalt 1887-ben, adósságot hagyva maga után az asszonyra.

## Munkái
magyarul megjelent művei
- Házasság részvétből (Eine fremde Blume; Színes Regénytár, Budapest, 1935)